# Carcanièra
Carcanièra (francès Carcanières) és un municipi francès situat al departament de l'Arieja i a la regió d'Occitània.